# Amt Jüterbog (1992–1997)
Das Amt Jüterbog war ein 1992 gebildetes Amt, in dem sieben Gemeinden und die Stadt Jüterbog des damaligen Kreises Jüterbog (heute Landkreis Teltow-Fläming, Brandenburg) zu einem Verwaltungsverbund zusammengeschlossen waren. Sitz der Amtsverwaltung war in der Stadt Jüterbog. Es wurde bereits 1997 wieder aufgelöst. Es steht nicht in der Nachfolge des alten erzstiftisch-magdeburgischen, später kursächsischen und preußischen Amtes Jüterbog, das bis 1817 existierte.

## Geographische Lage
Das Amt Jüterbog grenzte im Norden an das Amt Nuthe-Urstromtal, im Nordosten an die Stadt Luckenwalde, im Osten wiederum an das Amt Nuthe-Urstromtal, im Südosten an das Amt Niederer Fläming, im Süden an das Amt Niedergörsdorf und im Westen an das Amt Treuenbrietzen.

## Geschichte
Am 15. Mai 1992 erteilte der Minister des Innern seine Zustimmung zur Bildung des Amtes Jüterbog mit Sitz in Jüterbog. Die Bildung kam mit der Veröffentlichung der Bekanntmachung am 15. Juni 1992 zustande. Zum Zeitpunkt der Gründung umfasste es die Gemeinden:
1. Altes Lager
2. Grüna
3. Kloster Zinna
4. Markendorf
5. Neuheim
6. Neuhof
7. Werder
8. Stadt Jüterbog

Mit dem Zusammenschluss von Grüna, Kloster Zinna, Markendorf, Neuheim, Neuhof, Werder und der Stadt Jüterbog zur neuen Stadt Jüterbog wurde das Amt Jüterbog zum 31. Dezember 1997 bereits wieder aufgelöst. Altes Lager wurde zum 31. Dezember 1997 in die neue Gemeinde Niedergörsdorf eingegliedert.

## Belege
1. ↑  Bildung des Amtes Jüterbog. Bekanntmachung des Ministers des Innern vom 13. Mai 1992. Amtsblatt für Brandenburg – Gemeinsames Ministerialblatt für das Land Brandenburg, 3. Jahrgang, Nummer 38, 15. Juni 1992, S. 742.
2. ↑  Zusammenschluß der Gemeinden Grüna, Kloster Zinna, Markendorf, Neuheim, Neuhof, Werder und der Stadt Jüterbog zur neuen Stadt Jüterbog. Bekanntmachung des Ministeriums des Innern vom 12. Dezember 1997. Amtsblatt für Brandenburg – Gemeinsames Ministerialblatt für das Land Brandenburg, 9. Jahrgang, Nummer 2, 22. Januar 1998, S. 26.
3. ↑  Zusammenschluß der Gemeinden Blönsdorf, Danna, Dennewitz, Langenlipsdorf, Malterhausen, Niedergörsdorf, Oehna, Rohrbeck, Schönefeld, Seehausen, Wergzahna (Amt Niedergörsdorf), Bochow, Zellendorf (Amt Niederer Fläming) und Altes Lager (Amt Jüterbog) zu einer neuen Gemeinde Niedergörsdorf. Bekanntmachung des Ministeriums des Innern vom 14. Januar 1998. Amtsblatt für Brandenburg – Gemeinsames Ministerialblatt für das Land Brandenburg, 9. Jahrgang, Nummer 2, 22. Januar 1998, S. 2.